# Вейн (округ, Кентуккі)
Шаблон:StateAbbr_ 36°49′ пн. ш. 84°50′ зх. д. / 36.81° пн. ш. 84.83° зх. д.
Округ Вейн (англ. Wayne County) — округ (графство) у штаті Кентуккі, США. Ідентифікатор округу 21231.

## Історія
Округ утворений 1800 року.

## Демографія
За даними перепису 
2000 року 
загальне населення округу становило 19923 осіб, зокрема міського населення було 6236, а сільського — 13687.
Серед мешканців округу чоловіків було 9851, а жінок — 10072. В окрузі було 7913 домогосподарства, 5812 родин, які мешкали в 9789 будинках.
Середній розмір родини становив 2,94.
Віковий розподіл населення поданий у таблиці:
| Стать    | До 15 років | 15-21 | 22-29 | 30-39 | 40-49 | 50-65 | 65-85 | Понад 85 |
| -------- | ----------- | ----- | ----- | ----- | ----- | ----- | ----- | -------- |
| Чоловіки | 2097        | 1077  | 1000  | 1387  | 1472  | 1597  | 1133  | 88       |
| Жінки    | 2028        | 905   | 1015  | 1428  | 1426  | 1776  | 1305  | 189      |

## Суміжні округи
- Пуласкі — північний схід
- Маккрірі — схід
- Скотт, Теннессі — південний схід
- Пікетт, Теннессі — південь
- Клінтон — захід
- Расселл — північний захід

## Виноски
1. ↑  U.S. Decennial Census. United States Census Bureau. Архів оригіналу за 19 липня 2018. Процитовано 20 серпня 2014.
2. ↑  Historical Census Browser. University of Virginia Library. Архів оригіналу за 16 серпня 2012. Процитовано 20 серпня 2014.
3. ↑  Population of Counties by Decennial Census: 1900 to 1990. United States Census Bureau. Архів оригіналу за 13 жовтня 2014. Процитовано 20 серпня 2014.
4. ↑  Census 2000 PHC-T-4. Ranking Tables for Counties: 1990 and 2000 (PDF). United States Census Bureau. Архів оригіналу (PDF) за 18 грудня 2014. Процитовано 20 серпня 2014.
5. ↑  State & County QuickFacts. United States Census Bureau. Архів оригіналу за 29 листопада 2015. Процитовано 6 березня 2014.(англ.) Наведено за англійською вікіпедією.
6. ↑  American FactFinder. Бюро перепису населення США. Архів оригіналу за 26 лютого 2012. Процитовано 31 січня 2008.

| США | Це незавершена стаття з географії США. Ви можете допомогти проєкту, виправивши або дописавши її. |